# エクアドル地震 (2016年)
エクアドル地震（スペイン語: Terremoto de Ecuador de 2016）は、エクアドル時間2016年4月16日18時58分（UTC-5）にエクアドルのエスメラルダス県ムイスネから南南東に約27kmの付近を震央として発生したマグニチュード7.8の地震である。この地震によって、震央から約170km離れた首都キトでも強い揺れが感じられた。被害を受けた地域は広範囲に及び、震央から数百キロメートル離れた場所でも、粗雑に建てられた構造物が倒壊した。死者661人、負傷者16,600人、行方不明58人。
太平洋津波警報センターからエクアドルとコロンビアに対して津波警報が発令されたが、約3時間後に解除された。エクアドルでは1979年のトゥマコ地震以来の規模となった。

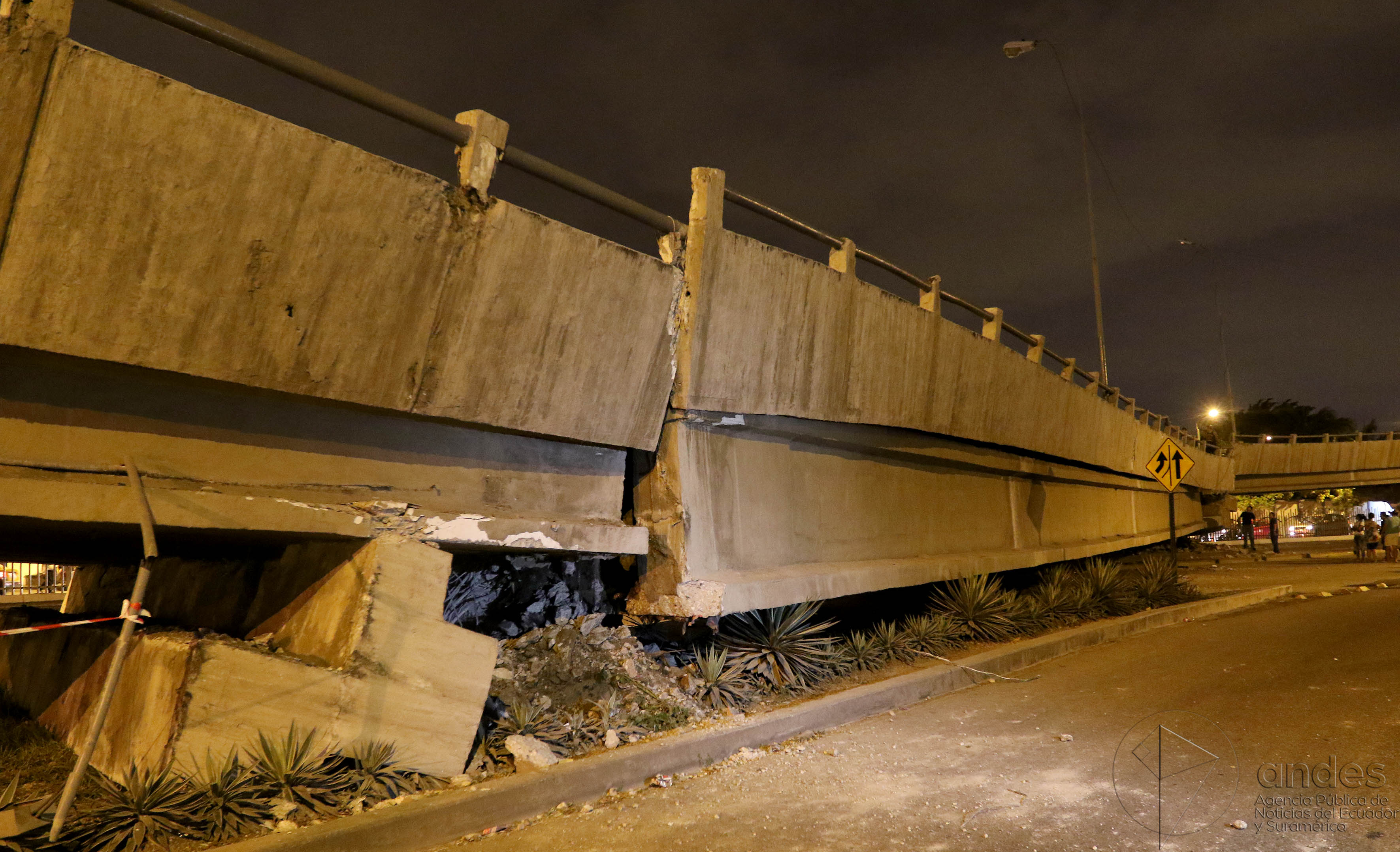
崩落した橋（グアヤキル）

同国の最大都市グアヤキルでは、陸橋が車の上に崩落した。マンタでは、マンタ空軍基地の管制塔が甚大な被害を受けた。
この地震を受けて、エクアドル政府は甚大な被害を受けた6州で非常事態を宣言し、州軍や警察を動員して、救援・救助活動を行った。